# Păsările liră
Păsările liră sau menurii (Menura) este un gen de păsări paseriforme insectivore terestre din familia Menuridae,  cu o lungime de 76-100 cm, întâlnite în pădurile și tufișurile umede din sud-estul Australiei. Cuprinde două specii: pasărea liră (Menura novaehollandiae) și  pasărea liră a lui Albert (Menura alberti). Pasărea liră este mai cenușie și mai mare având o lungime de 76–100 cm, pe când pasărea liră a lui Albert este cea mai mică, având o lungime de 86–94 cm, și are penajul predominant castaniu. Au fost denumite după forma cozii masculului care are aspectul unei lire, când este înfoiată. 